# Boris Henry
Boris Henry, da sposato Boris Obergföll (Völklingen, 14 dicembre 1973), è un ex giavellottista tedesco.
È sposato con la giavellottista tedesca Christina Obergföll.

## Palmarès

### Mondiali
- 2 medaglie:
  - 2 bronzi (Göteborg 1995 nel lancio del giavellotto; Parigi 2003 nel lancio del giavellotto)

### Europei
- 1 medaglia:
  - 1 bronzo (Monaco di Baviera 2002 nel lancio del giavellotto)

## Altre competizioni internazionali
2002
- Coppa Europa di atletica leggera ( Annecy)